# Glasfall
Glasfall är en by i Holaveden, Ödeshögs kommun, Östergötland.
Byn består bara av två gårdar.
Glasfall utgör 1/8-dels mantal och har en areal av 102 hektar. Glasfall gränsar i norr till Börstabol, i öster till Tällekullen, i söder till Svinåsen och Stora Smedstorp, i väster till Munkeryd och Stora Krokek.
1571 var byn enligt handlingar rörande Älvsborgs lösen öde. 1613 bodde dock en bonde Nils i byn. Han ägde eller i allt fall brukade även torpet Daglösa.

## Skiftesförrättningar
Glasfall var ursprungliga en ensamgård men fick i början av 1700-talet två ägare. Vid laga skiftet 1838 delades jorden i två gårdar. Den gamla hustomten övergavs och de två gårdarna fick var sin hustomt på något avstånd från varandra. 
Glasfall var 1640 förlänat till Lars Kagg. Därefter ägdes gården av Per Brahe den yngre och senare av  Visingsborgs skola. Sedan skolan lagts ner 1811 överfördes Glasfall till Växjö Elementarläroverk.
Gårdarna blev skatteköpta på 1880-talet. År 1620 hade Nils i Glasfall åker till två tunnors utsäde, inräknat då även utjorden Daglösa ängatorp.

## Torp

### Hybbeln
Hybbeln var ett torp där fler familjer avöst varandra. Exakt var det låg är svårt att veta men det kan ha legat vid Hybblalyckan som finns utmärkt på skifteskartan från 1838.

### Övriga torp
Här har funnit sannolikt minst fyra torp till varav Daglösa var ett.
Det låg två jordtorp i söder utmed vägen till Stora Smedstorp.
Den siste torparen var Peter Eriksson vars föräldrar var torpare på Kanikenäs ägor.  Peter var gift med Eva Jonsdotter Frey. 1864 flyttade de båda till Ödeshög och intogs på fattighuset. Peter var då blind. 
Hon dog där 1874 och han 1875. 

## Ett människoöde
Anders Olofsson föddes 1802 i en backstuga på Angseryds ägor. Efter att ha tjänat dräng några år gifte han sig med Anna Maja Andersdotter. De hade först ett torp på Grimshults ägor. Sedan bodde de i en backstuga på Lilla Smedstorps ägor, därefter i Västra Haddåsen, där han var dräng. De fick tre barn, som alla dog i unga år. Hustrun dog 1843. Han flyttade då till Glasfall men söp ihjäl sig och anträffades på julaftonen 1843 liggande död ute på marken på Glasfalls ägor.